# カール＝マルクス＝アレー

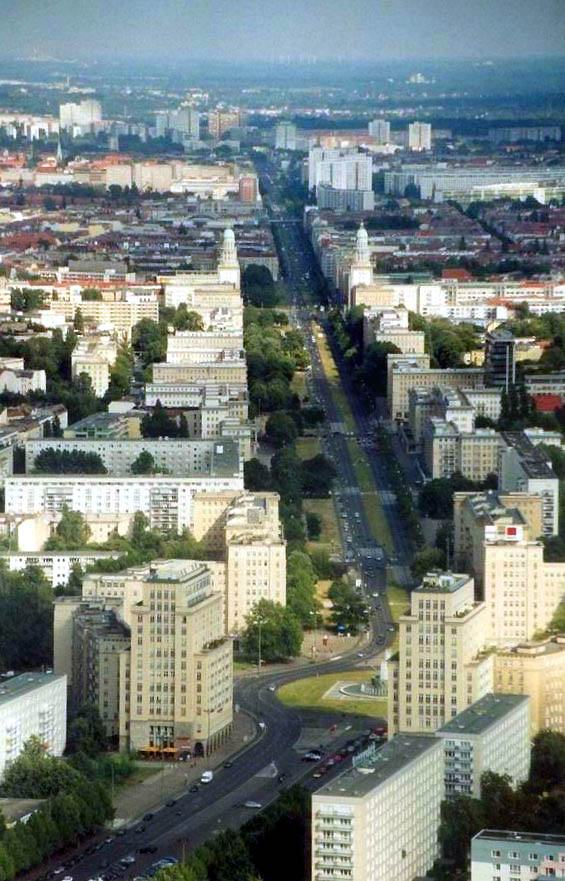
上空よりカール＝マルクス＝アレーをフランクフルト門の双子塔方面に望む。（写真の上が東）

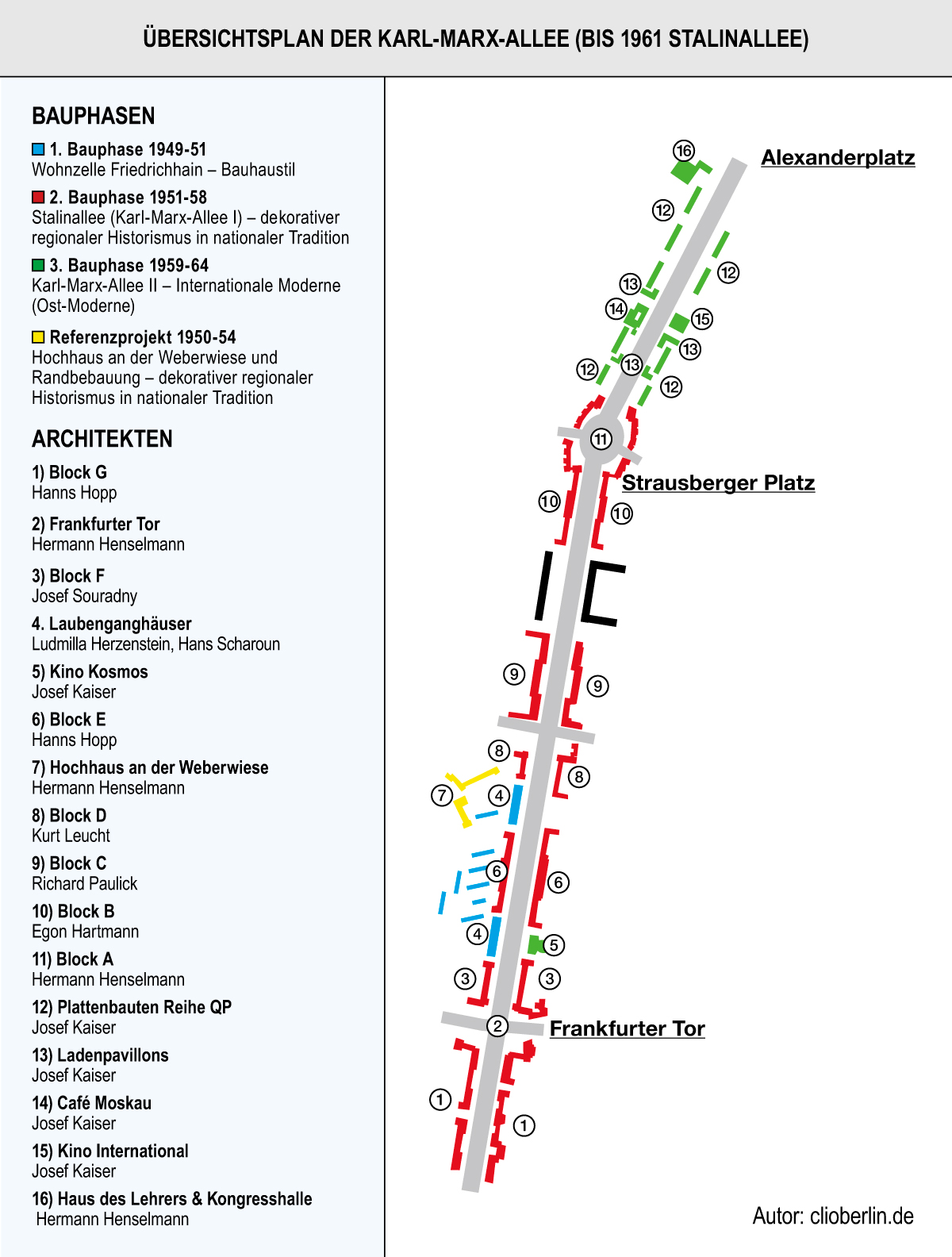
建設時期 青.1949年 - 51年、赤.1951年 - 58年、緑.1959年 - 64年、黄.1950年 - 54年（地図の上が西）

カール＝マルクス＝アレー（ドイツ語: Karl-Marx-Allee, カール・マルクス並木通り）は、旧東ベルリン地区にある大通り。
アレクサンダー広場よりフランクフルト門まで約2.5kmほどの長さであり（Google マップ）、その後はフランクフルト (オーダー)に方面へ延びるフランクフルト並木通りに続く。
1949年に当初「スターリンアレー（Stalinallee, スターリン並木通り）」と改称されたが、スターリン批判の流れを受け1961年に現名称「カール＝マルクス＝アレー」となった。
沿道には1952年から1960年にスターリン様式の建築物が建設された。この建設作業中の1953年6月16日、スターリン＝アレー（当時）の建設作業者が東ドイツ政府のノルマ引上に反対してストライキを起こし、これが発端となって東ベルリン暴動へと発展した。
建設工事の完成後、東ドイツが消滅するまでは国家的な行事を行う首都の大通りとしての役割を与えられ、メーデーのパレードや10月7日の建国記念日などに行われる国家人民軍の軍事パレードなどが行われていた。

## ギャラリー

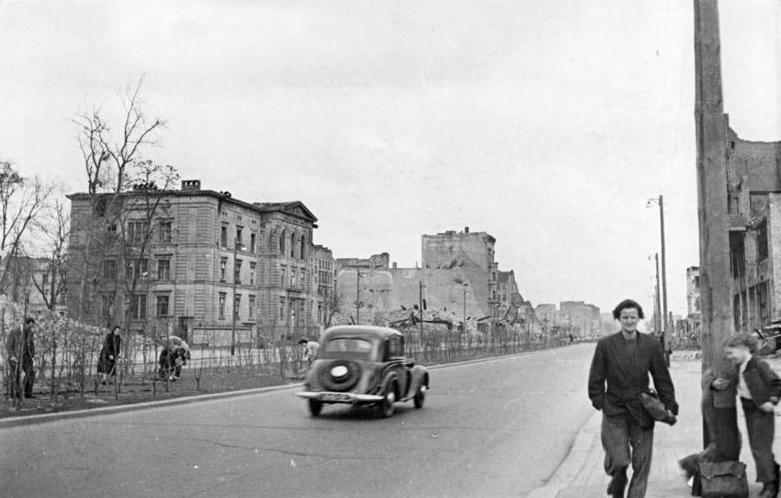
戦災による廃墟が残っていた、スターリン＝アレー（1950年5月25日）
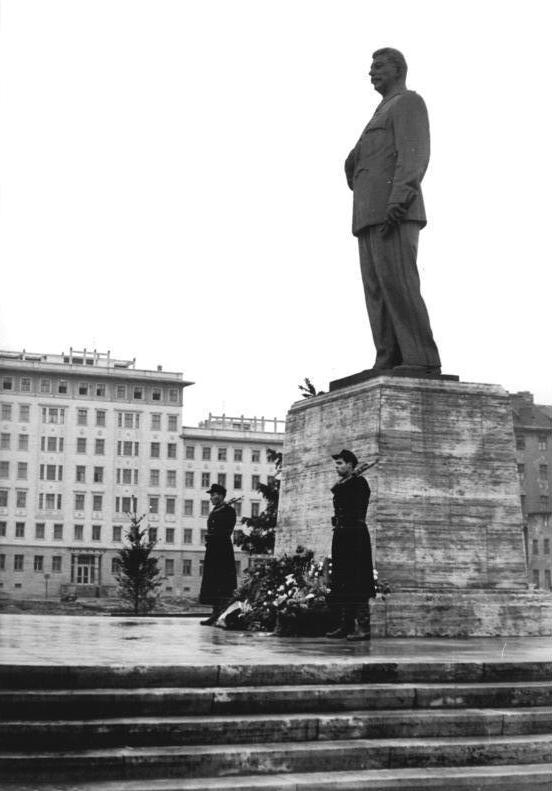
スターリン＝アレーと呼ばれていた頃はスターリンの銅像が建てられていた
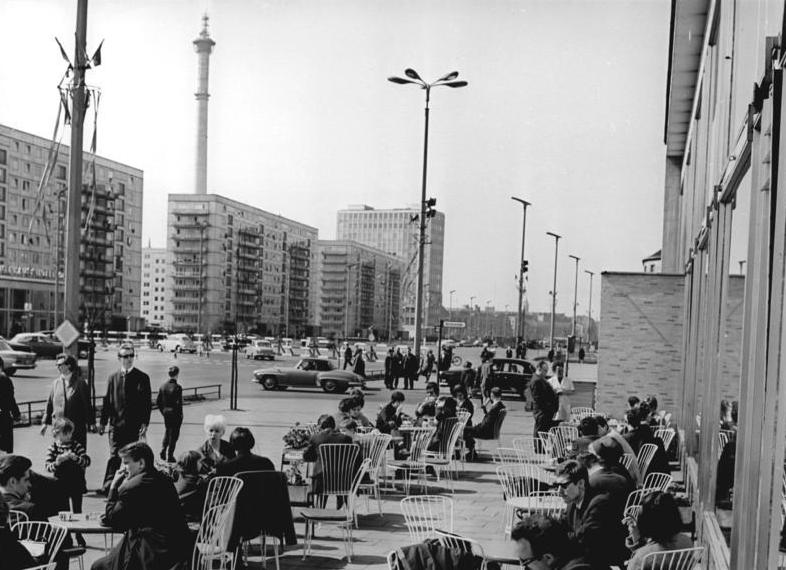
カール・マルクス・アレー(1967年）
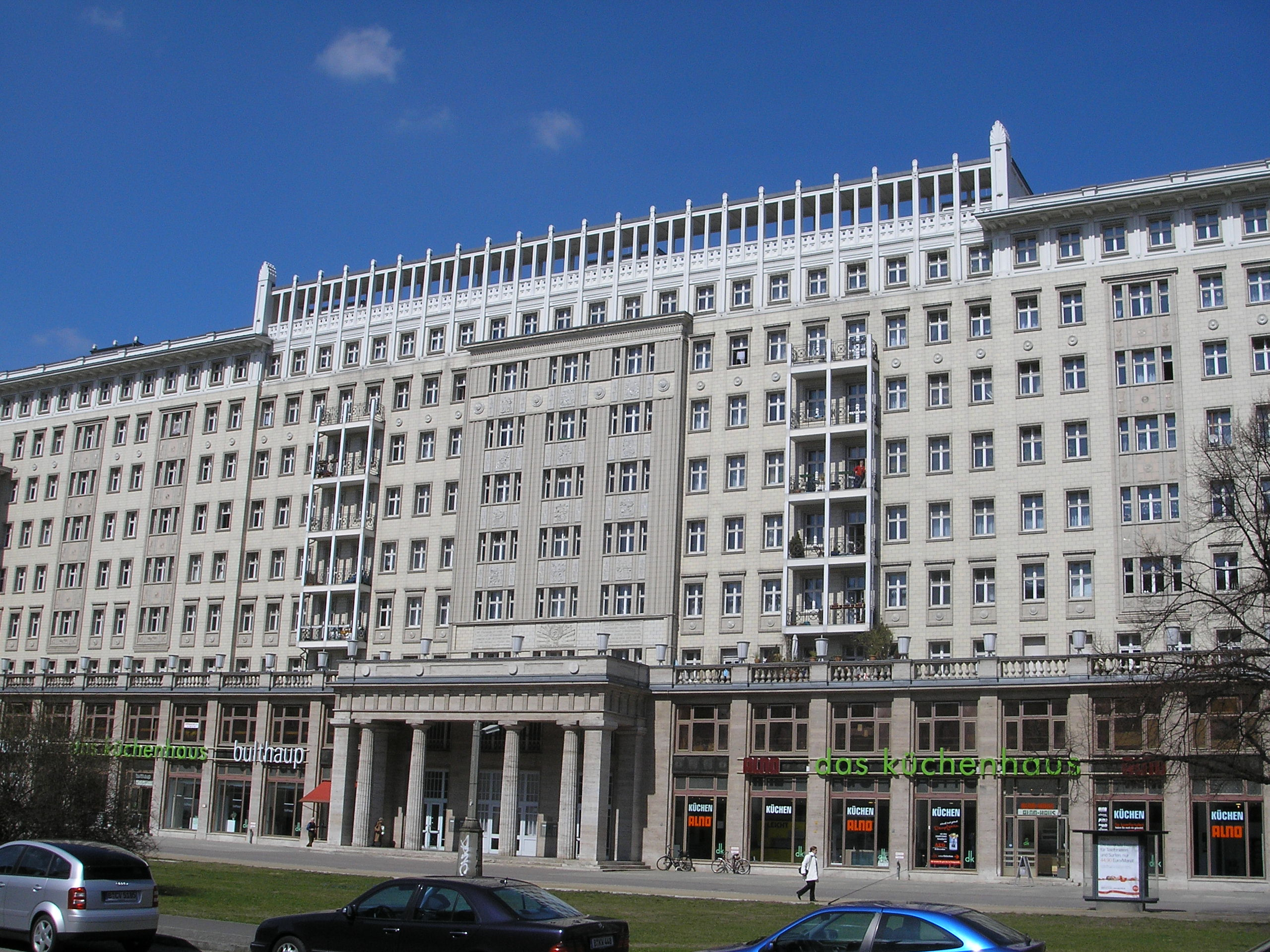
カール・マルクス・アレーのスターリン様式のアパート（2006年）
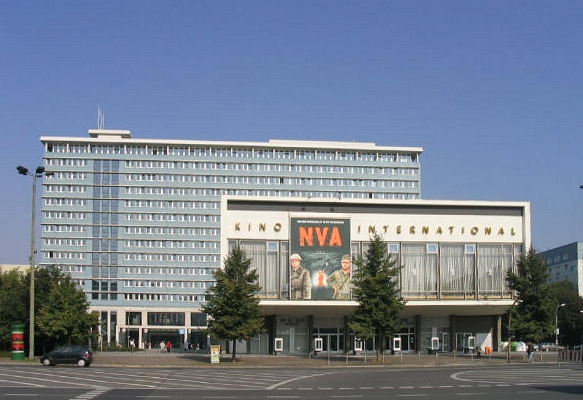
カール・マルクス・アレーの映画館「キーノ・インターナショナル」 看板に描かれた作品は2005年公開のドイツ映画『NVA』で、東ドイツ末期の国家人民軍での営内生活をテーマとしている
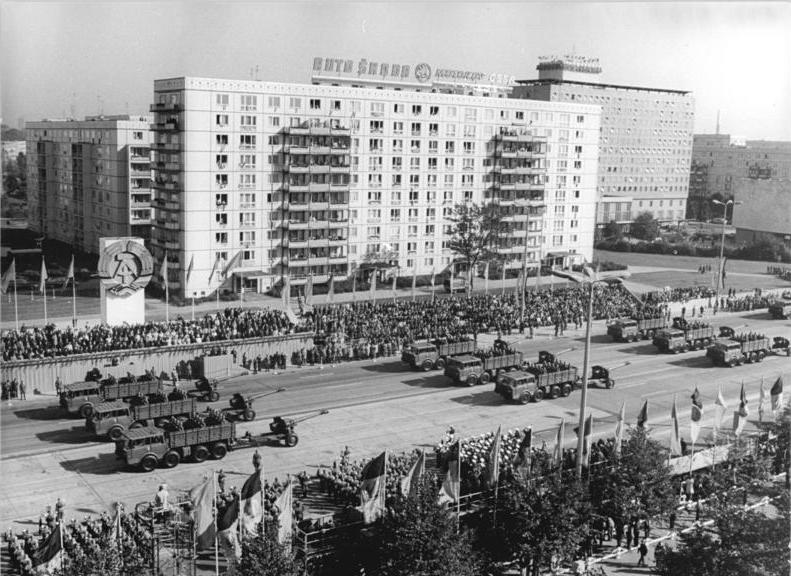
カール＝マルクス＝アレーで行われた建国30年記念の軍事パレード（1979年10月7日）
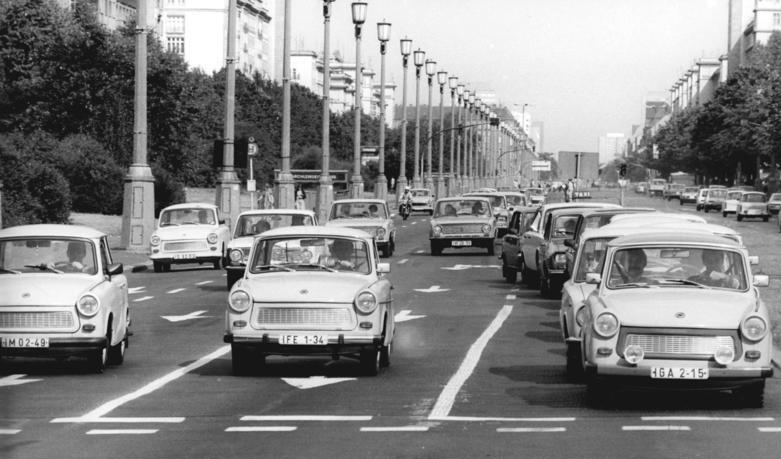
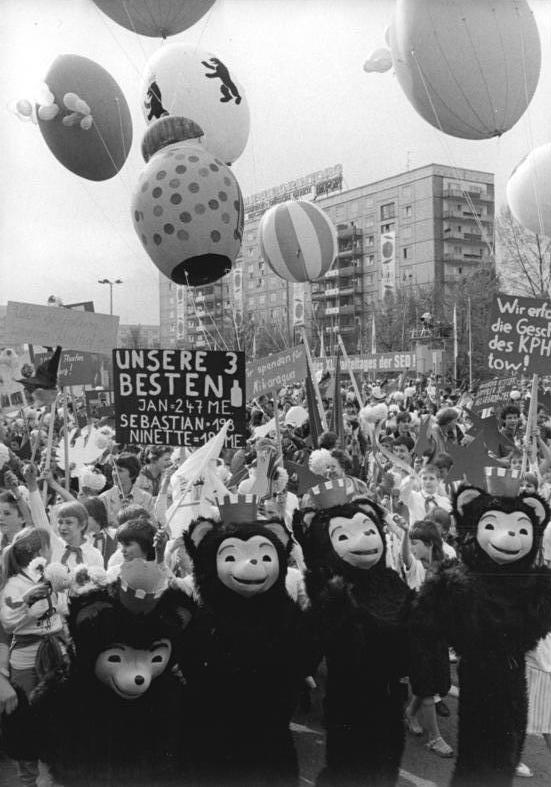
カール=マルクス=アレーを走行するトラバント P601とアフトヴァーズ VAZ-2101（1982年8月12日）
- メーデーのパレード（1987年5月1日）